# ماروین هونر
ماروین هونر (انگلیسی: Marvin Höner؛ زادهٔ ۴ مهٔ ۱۹۹۴) بازیکن فوتبال اهل آلمان است.
از باشگاه‌هایی که در آن بازی کرده‌است می‌توان به باشگاه فوتبال آرمینیا بیله‌فلد و باشگاه فوتبال آژاکس آمستردام اشاره کرد.
وی همچنین در تیم ملی فوتبال جوانان آلمان بازی کرده‌است.